# Flanders (higo)
 'Flanders' es un cultivar moderno de higuera de tipo higo común Ficus carica bífera, de higos de piel color verde claro a amarillo con rayas violetas. En América del Norte son capaces de ser cultivadas en USDA Hardiness Zones 8B a más cálida.

## Sinonimia
- „Verdone Hybrid“,,[4][5]

## Historia
Esta higuera fue criada California por el obtentor Ira J. Condit en la década de 1960, de una planta de 'White Adriatic'. Una de las variedades del Dr. Condit que surgieron del programa de mejoramiento en Riverside, California. Introducida en 1965 y liberada por el obtentor Ira J. Condit en 1975.
Se dice que el árbol (por CRFG) es vigoroso en California, pero que no necesita "gran poda". Catalogado por Baxter como una nueva variedad de higo en Australia probado en el Narara Arboretum, NSW en 1990.
Higos de buen sabor. Buenos para su cultivo en la costa oeste. Ideal para climas cálidos.

## Características
Las higueras 'Flanders' se pueden cultivar en USDA Hardiness Zones 8B a más cálida, siendo la zona óptima de cultivo comprendida entre USDA Hardiness Zones de 8B a 10.
La planta es un árbol mediano bífera, y muy productivo tanto de brevas, que maduran a fines de junio, como la cosecha principal de higos que comienza a madurar a fines de agosto.
Hoja generalmente pequeña; subcordato en la base; con 5 a 7 lóbulos. Las plantas son vigorosas, pero no particularmente resistentes.
El fruto de este cultivar es de tamaño mediano a pequeño y rico en aromas. Higo con piel de color amarillo verdoso con rayas violetas y pulpa de color ámbar. Piriforme con un cuello largo y esbelto. Ostiolo pequeño y cerrado.
Esta variedad es autofértil y no necesita otras higueras para ser polinizada. El higo tiene un ostiolo pequeño que evita el deterioro durante condiciones climáticas adversas.
Cultivo principal solamente bien adaptado en el oeste de Estados Unidos, en California y la costa oeste.

## Cultivo
Se cultiva sobre todo en el San Joaquin Valley de California.
'Flanders' son higueras productoras de higos que dan lugar a excelente higos para todo uso, tanto para mermeladas, higos secos y consumo en fresco.